# Abdest
Abdest (ar.الوضوء al-wuḍū, naziv abdest potječe iz turskog jezika) je obredno vjersko pranje i čišćenje određenih dijelova tijela vodom u islamu koje vjernici izvršavaju kako bi postigli tjelesno-duhovnu čistoću potrebnu za obavljanje namaza i drugih bogoštovnih djela (ibadata). Abdest se još naziva i "djelimičnim pranjem", dok se gusul naziva "potpunim pranjem".
U hrvatskom jeziku, kao i u bošnjačkom, postoje određeni izrazi vezani za abdest: uzimati abdest znači obavljati vjersko pranje, a imati abdest ili biti pod abdestom označava period nakon uzimanja abdesta u kome vjernik nije učinio ništa što će abdest pokvariti, izgubiti abdest znači prestati imati abdest.
Islam od vjernika zahtjeva čistoću tijela pri izvršavanju vjerskih dužnosti, te učenju Kurana, a Poslanik Muhamed je svojim sljedbenicima savjetovao da stalno imaju abdest, jer je to također zaštita od šejtana (đavola).

## Voda za abdest
Za abdest je potrebna čista voda, pod čime se smatraju različite vrste vode:
- voda iz bunara,
- izvorska, riječna ili morska voda,
- kišnica,
- voda od otopljenog snijega ili leda,
- voda iz većeg spremnika ili bare, jezerska voda.

Postoje i vode kojima je zabranjeno uzimati abdest:
- mutna i prljava voda,
- manja količina vode u koju je pala neka od nečistoća po islamu: urin, krv, izmet, vino (alkohol) ili je u njoj uginula životinja,
- voda iscijeđena iz voća ili drveća,
- voda koja je iz bilo kojeg razloga promijenila boju, okus ili miris,
- voda koju su pile po islamu nečiste životinje: pas, svinja ili bilo koji mesojed.

Također, ako vjernik posjeduje manje količine čiste vode neophodne za piće, pripremu hrane ili zalijevanje usjeva, treba uzeti tejemmum, simbolično čišćenje zemljom.

## Abdeske radnje
Način pranja, odnosno uzimanja abdesta uglavnom slično kod sunita, šiita kao i nekih drugih islamskih grupacija, s tim da postoje određene razlike. Radnje pri uzimanju abdesta su podijeljene u dvije grupe:
1. abdeski ruknovi (farzovi) - obavezne radnje koje uvjetuju ispravnost namaza,
2. abdeski sunneti - radnje koje je Poslanik Muhamed činio, te su stoga preporučene,
3. abdeski mustehabi - radnje koje je lijepo i uputno činiti pri uzimanju abdesta.

Postoje i radnje koje je su prilikom uzimanja abdsta nepoželjne i pokuđene - mekruh.

### Abdeski ruknovi (farzovi)
Ove radnje su obavezne i neophodno ih je izvršiti kako bi abdest bio valjan i kao bi vjernik mogao obaviti molitvu. Te radnje su:
- Pranje lica vrši se odakle je kosa nikla, pa do pod bradu uzduž i od uha do uha u širinu.
- Pranje ruku do iza laktova.
- Potiranjem glave (mesh) nije obavezno obuhvatiti cijelu glavu (nego samo četvrtinu), ali bi bilo bolje obuhvatiti cijelu glavu jer je to preporučio Muhamed. Potiranje glave se vrši tako što se palčevi stave u uši, a ostali prsti iznad čela, te se prsti povuku prema potiljku, a potom vrate na početni položaj.
- Pranje nogu do iza članaka.

I suniti i šiiti kao i ostale islamske grupacije su složne kada su u pitanju obavezne abdeske radnje, jer je to određeno u Kuranu, u 6. ajetu sure Al-Maida:
"O vjernici, kad hoćete namaz obaviti, lica svoja i ruke svoje do iza lakata operite – a dio glava svojih potarite – i noge svoje do iza članaka".

### Abdeski sunneti
Sunneti su radnje koje je Poslanik Muhamed radio i preporučio da se rade. Kod uzimanja abdesta to su sljedeće radnje:
- Izgovaranje Bismille na početku.
- Nijjet, odluka da će se uzimati abdest, donosi se u srcu, tako da nije uopće propisano izgovarati nijet pri uzimanju abdesta.
- Pranje zuba misvakom. Misvak je grubo drvce kojim se čiste zubi. Ako nema misvaka zubi će se oprati četkicom, ili bar prstom protrljati.
- Rastavljanje brade muškaraca prstima radi boljeg pranja i ispreplitanje prstiju pri pranju ruku.
- Pranje svakog dijela tijela po tri puta, osim potiranja glave (jedanput).
- Trljanje prilikom pranja.

- Potiranje ušiju nakon potiranja glave i to unutrašnjost ušiju kažiprstima, a vanjsku stranu palčevima. Potiranje ušiju se obavlja jedanput bez ponovnog uzimanja vode, jer je Muhamed potirao glavu i uši jedanput.
- Pridržavanje redoslijeda pri pranju pojedinih dijelova tijela. Ovo posljednje se smatra ruknom (uvjetom za ispravnost) kod nekih mezheba, dok je po hanefijskom mezhebu sunnet.
- Kod pranja lica, ruku i nogu oprati više nego što je obavezno, dakle malo preći zglobove i lice.
- Učenje dove u toku ili poslije abdesta. Propisana dova glasi: "Subhanekellahume ve bi hamdike. Ešhedu en la ilahe illa ente. Estegfiruke ve etubu ilejk", ili šehadeta, ako se dova ne zna.
- Klanjati dva rekata dobrovoljnog (nafila) namaza odmah po završetku uzimanja abdesta.

Upotreba misvaka se preporučuje i prije obavljanja namaza, prije učenja Kur'ana, nakon buđenja iz sna i ako se osjeti zadah iz usta. Upotreba misvaka u bilo koje doba dana ne utječe na valjanost posta, jer je Muhamed u toku posta upotrebljavao misvak. Sunnet je oprati misvak nakon svake uporabe. Pranje ruku do iza šaka tri puta na početku abdesta, kao i ispiranje usta i nosa po tri puta je sunnet. Također je sunnet obrisati se čistim ručnikom ili ubrusima nakon uzimanja abdesta, pri čemu je lijepo tri puta proučiti suru Al Kadr.

### Abdeski mustehabi
U islamu, sve ono što je lijepo i uputno činiti naziva se mustehab. Radnje koje su mustehab prilikom uzimanja abdesta su:
- Izgovoriti šehadet nakon uzimanja abdesta.
- Prilikom uzimanja abdesta paziti da se voda troši umjereno, a ne da se njome rasipa.
- Svaku radnju započinjati desnom stranom.
- Ne razgovarati ili činiti bilo što nevezano za abdest.
- Odabrati čisto mjesto za uzimanje abdesta.

Kako je uputno odabrati čisto mjesto za uzimanje abdesta, većina džamija iz ovog, ali i drugih praktičnih razloga, ima prostorije posebno namijenjene za uzimanje abdesta, tzv. abdesthane.

### Abdeski mekruhi
Pod pojmom mekruh u islamu se podrazumijeva svaka nepoželjna pokuđena radnja. Kod abdesta to su:
- Trošiti previše vode pri uzimanju abdesta i rasipati ju.
- Trošiti premalo vode pri uzimanju abdesta, kao da se vodom mažu dijelovi tijela, a ne peru.
- Razgovarati bespotrebno prilikom uzimanja abdesta, kao i baviti se bilo kakvom drugom radnjom nevezanom za abdest.
- Puhati, pljuvati, prazniti nos u vodu kojom se uzima abdest.
- Prati predviđene dijelove tijela više od tri puta.
- Zapljuskivati vodu u lice.
- Tražiti bez stvarne potrebe da druga osoba polijeva vodu dok se uzima abdest.

Od bilo kojih pokuđenih (mekruh) radnji bi se svaki vjernik trebao čuvati, a njihovo stalno ponavljanje postaje grijeh, i za njega se valja pokajati.

## Način pranja
Način pranja, odnosno način uzimanja abdesta je uglavnom isti u cijelom islamskom svijetu, ali postoje određene razlike kod sunita i šiita.

## Abdest za različite svrhe
Abdest se kao obredno pranje ne uobavlja samo prije molitve. On za određene svrhe može biti strogo obavezan (farz), ne strogo obavezan (vadžib) ili pohvalan i lijep (mustehab).
- Abdest je obavezan prilikom obavljanja molitve - namaza, obavezne ili dobrovoljne, za obavljanje sedžde-i tilavet (spuštanje lica na tlo radi veličanja Boga, a povodom naglašavanja ovog obreda u kur'anskom tekstu koji se čita - na ukupno 14 mjesta u Kuranu), te kada se dotiče i čita Mushaf (knjiga Kuran).
- Abdest je nestrogo obavezan (vadžib) prilikom obavljanja tavafa (kružnog obilaženja Kabe, što je jedan od obreda hadža).
- Abdest je poželjno i lijepo (mustehab) uzeti u sljedećim prilikama: prije i poslije spavanja, kada se god on pokvari ili zastari (tako da vjernik nastoji uvijek imati abdest), poslije ružnog govora, laži, ogovaranja, nakon bilo kakvog učinjenog grijeha, nakon smijanja grohotom (što je za muslimane vrlo nepoželjno djelo), nakon kupanja tijela pokojnika (u islamu se tijelo pokojnika prije pokopa temeljito kupa), nakon nošenja tijela pokojnika, prilikom izučavanja bilo čega vezanog za vjeru, prilikom posjete Poslanikovog groba, prilikom obreda hadža (hodočašća), kao što su stajanje na visoravni Arefat, užurbani hod između brežuljaka Safa i Merva i sl.

## Kvarenje abdesta
Imati abdest znači biti čist po islamskim standardima. Vjernici mogu obavljati svoje vjerske dužnosti, osobito namaze, sve dok su čisti. Ovu čistoću mogu prekinuti događaji koje islam smatra nečistima. Oni će pokvariti abdest, odnosno onečistiti vjernika. To su:
- Izvršavanje fizioloških potreba, dakle izlučivanje urina i stolice. Nakon ovoga potrebno je da se vjernik temeljito opere i ponovno uzme abdest.
- Puštanje vjetra također kvari abdest, no samo ako se čuje zvuk ili osjeti neugodan miris ispuštenog vjetra.
- Krvarenje ili gnojenje će pokvariti abdest. Ako iz rane poteče krv ili gnoj, ranu treba očistiti vodom (nikako alkoholom) i previti. Poslije toga vjernik može uzimati abdest potirući mokrom rukom zavoj (čineći mesh po zavoju). Abdest međutim neće pokvariti ako se krv samo pojavi, ali ne poteče (primjerice od bubuljice).
- Povraćanje punim ustima kvari abdest. Abdest će pokvariti i povraćanje krvi, ako je količina povraćene krvi veća od količine pljuvačke u ustima. Podrigivanje ne kvari abdest.
- Gubitak svijesti na bilo koji način, nesvjesticom ili snom u ležećem oložaju. Ako vjernika zahvati lagan drijemež, i to u poziciji u kojoj u snu ne bi mogao eventualno obaviti neku fiziološku potrebu, abdest mu neće biti pokvaren.
- Snošaj kvari abdest, ali i čistoću vjernika u potpunosti, tako da se mora obaviti vjersko kupanje - gusul. Strastveno ljubljenje i bilo kakva druga spolna aktivnost koja ne uključuje snošaj (kontakt spolovila) neće pokvariti abdest.
- Ejakulacija izazvana snošajem, masturbacijom ili na bilo kakav način kvari abdest muškaraca i u potpunosti poništava njihovu čistoću, pa će morati obaviti vjersko kupanje, gusul, kako bi opet mogli izvršavati svoje vjerske dužnosti. Izlučivanje preseminalne tekućine ili pre-ejakulata (šerijatski termin za ovu tekućinu je mezija) zbog spolnog nadražaja i uzbuđenja kvari abdest, ali ne i čistoću muškarca u potpunosti. Također, izlučivanje sekreta prostate zbog napornog mokrenja (šerijatski termin za ovu tekućinu je vedijja) kvari abdest.
- Menstruacija kod žena kvari abdest i u potpunosti poništava njihovu čistoću, pa će morati obaviti vjersko kupanje, gusul, kako bi opet mogle izvršavati svoje vjerske dužnosti.
- Smijanje dok se klanja namaz će pokvariti i abdest i namaz. Vjernik koji se glasno nasmije morat će ponovno uzeti abdest, te ponovno klanjati namaz.

Pored ovih događanja za koja se većina islamskih učenjaka (uleme) slaže da kvare abdest, postoje još neka događanja za koja pojedine pravne škole i grupacije smatraju da kvare abdest, a to su: doticanje spolnog organa, doticanje bilo koje osobe s kojom vjernik nije u rodu po krvi ili mlijeku, grješne misli i slično.
Ako se nešto što kvari abdest desi dok vjernik obavlja namaz, taj namaz će biti pokvaren, te će on morati ponovno uzeti abdest i klanjati namaz ispočetka.

### Sahibi-uzur
Sahibi-uzur, odnosno osoba s isprikom je osoba koja ima bilo kakav problem zbog koga joj se neprestano dešava nešto što kvari abdest (poput rane koja ne prestaje krvariti, neprestanog kapanja mokraće iz mokraćovoda i sličnoga). Ova će osoba uzimati abdest odmah po nastupanju svakog novog namaskog vremena, dakle pet puta dnevno. Inače, vjernici s jednim abdestom mogu klanjati sve dok se ne desi nešto što će ga pokvariti.

## Tejemmum
Tejemum, također poznat i kao "suhi abdest", jeste simbolično čišćenje čistom suhom zemljom i zemljanim površinama (kamen, pijesak, zid i sl.), koje se izvršava kada nema vode, ili je ima u malim količinama neophodnim za piće, spravljanje hrane ili zalijevanje usjeva. Ima istu vrijednost kao i abdest, kvari ga sve što kvari i abdest, ali i ako vjerniku postane dostupna dostatna količina vode da uzme i abdest.